# Леопольдшлаг
Леопольдшлаг (нем. Leopoldschlag) — ярмарочная коммуна (Marktgemeinde) в Австрии, в федеральной земле Верхняя Австрия.
Входит в состав округа Фрайштадт. Население составляет 1054 человека (на 31 декабря 2005 года). Занимает площадь 25,6 км². Официальный код — 40 610.

## Политическая ситуация
Бургомистр коммуны — Лукас Плёхль (АНП) по результатам выборов 2012 года.